# 검협전
검협전(劍俠傳)은 총 33편의 당송(唐宋) 시기 검협 소설을 모아 엮은 작자 미상의 소설집이다. ≪태평광기(太平廣記)≫, ≪강호이인록(江湖異人錄)≫, ≪원화기(原化記)≫ 등에 전하는 작품들 가운데 고대 문언 검협 소설의 정수만을 담았다. 중국 무협 소설의 효시인 작품이다.

## 개요
당송(唐宋) 시기 전기(傳奇)소설의 정수(精髓)만을 모아 엮은 소설집이다. ≪검협전≫은 ≪전기(傳奇)≫를 비롯한 ≪태평광기(太平廣記)≫, ≪강호이인록(江湖異人錄)≫, ≪원화기(原化記)≫ 등에 전하는 총 33편의 당송 시기 검협(劍俠) 소설을 수록하고 있다.
이 소설집의 저자에 대해서는 줄곧 여러 주장들이 있어 왔다. 일찍이 당(唐)나라 사람 단성식(段成式)의 작품으로 알려져 있었다. 하지만 루쉰(魯迅)은 ≪중국소설사략(中國小說史略)≫에서 ≪검협전≫은 명(明)나라 사람들이 단성식의 이름을 빌려 출판한 위작이라 했다. 여가석(余嘉錫)은 ≪사고제요변증(四庫提要辨證)≫에서 작품에 묘사된 시대 배경을 종합적으로 검토해 본 결과 ≪검협전≫은 당(唐) 대에 편찬된 것이라고는 보기 어렵다고 했다. 그러면서 명(明) 대 왕세정(王世貞)이 당송(唐宋) 시기 검협 관련 소설을 모아 편찬했을 것이라고 했다. ≪검협전≫을 왕세정이 편찬했을 것이라는 여가석의 주장은 오늘날 상당 부분 인정되고 있는 상황이긴 하지만, 반론 또한 여전히 존재하고 있다. 그래서 엄밀히 말하자면, ≪검협전≫의 저자와 편찬 시기는 명확히 고증되지 않았고, 현재까지 분명하게 알 수 없는 상황이다.
현재 전하는 ≪검협전≫의 판본은 각기 한 권짜리와 네 권짜리가 있다. 그 가운데 명(明) 대 오관(吳琯)이 편찬해서 전한 ≪고금일사(古今逸史)≫ 네 권짜리가 가장 널리 유행했다. 청(淸) 대 화가인 임위장(任渭長)은 이 책에 근거해 ＜삼십삼검객도(三十三劍客圖)＞를 만들어 전하기도 했다. 또 현대 무협 소설 작가인 진융(金庸)은 ＜삼십삼검객도＞에 해설을 달기도 했다. 이처럼 ≪검협전≫은 중국 무협 소설 발전 과정을 이해하기 위해서 반드시 검토해야 하는 중요한 저술이다. 묘사된 각종 서사와 인물 형상, 그리고 주제 의식 등은 이후 무협 소설 창작에 주요한 영향을 미쳤으며, 당송 시기의 각종 민간의 풍속과 사회상을 엿볼 수 있다. 나아가 ≪검협전≫ 전체 작품의 성격, 당송 시대 서민 사회의 생활상, 근현대 무협 소설에 끼친 영향 등 다양한 주제를 가지고 후속 논의 또한 기대할 수 있다.
무협 소설의 기원에 대해서도 여러 가지 주장이 있다. 물론 육조(六朝) 지괴소설(志怪小說)에서도 간보(干寶)의 ≪수신기(搜神記)≫의 ＜이기(李寄)＞와 도잠(陶潛)의 ≪수신후기(搜神後記)≫의 ＜비구니(比丘尼)＞ 등과 같이 협객의 형상을 묘사한 작품들이 있긴 했다. 하지만 지괴소설(志怪小說)은 엄밀히 말해 서사 구조와 묘사가 완전한 형태를 갖추지 못한 단계다. 그래서 대체로 당(唐) 전기(傳奇)를 시작으로 이야기의 구성과 체제 면에서 비교적 완전한 무협 소설의 형식을 지녔다고 본다. 바로 ≪검협전≫에 수록된 소설들이 여기에 해당한다.